# КМВУ
КМВУ (контейнер малогабаритних вантажів універсальний) — призначений для транспортування та скидання БКФ (блоків контейнерних фронтових) із суббоєприпасами (подібний до британського JP233 та німецького MW-1). Сам же КМВУ під час бойового застосування перебуває на вузлі підвіски озброєння літака і не скидається (хоча в аварійній ситуації може бути примусово скинутий). Конструктивно КМВУ являє собою обтічний корпус з керованими стулками, відсіками для підвіски БКФ і автоматикою, що дає змогу регулювати інтервал скидання блоків.
Його може нести більшість радянських і російських штурмовиків, включаючи МіГ-23, МіГ-27, МіГ-29, Су-22, Су-24, Су-25, Су-27, Су-30 і Су-34, а також ударні вертольоти Мі-24, Ка-50 і Ка-52.
Існує КМВУ-2, яка є вдосконаленою версією цього комплексу. Конвенція про конкретні види звичайної зброї обмежує використання таких систем зброї.

## Характеристики
Маса, кг:
- порожнього контейнера — 170
- спорядженого контейнера — 525
- спорядження — 270

Габаритні розміри, мм:
- довжина контейнера — 3700
- ширина контейнера — 460
- висота контейнера — 545

Умови застосування:
- висота скидання бомб, км — 0,03-1
- швидкість скидання, км/год — 500—1100[1]

Він може бути заповнений:
- 96 (8×12) осколково-фугасними мінами АО-2,5РТ масою 2,5 кг
- 96 (8×12) протитанковими мінами ПТМ-1
- 156 мінами ПФМ-1С